# Hibiscus castroi
Hibiscus castroi är en malvaväxtart som beskrevs av E. G. Baker och Exell. Hibiscus castroi ingår i Hibiskussläktet som ingår i familjen malvaväxter. Inga underarter finns listade i Catalogue of Life.